# Мошенка
Мо́шенка — село в Україні, у Чернеччинській сільській громаді Охтирського району Сумської області. Населення становить 130 осіб. Колишній орган місцевого самоврядування — Кардашівська сільська рада.

## Географія
Село Мошенка знаходиться біля витоків річки Кринична, нижче за течією на відстані 2,5 км лежить село Кардашівка. На відстані 1 км — село Підлозіївка.

## Історія
Село постраждало внаслідок геноциду українського народу, проведеного урядом СССР 1932–1933 та 1946–1947 роках.
12 червня 2020 року, відповідно до розпорядження Кабінету Міністрів України № 723-р «Про визначення адміністративних центрів та затвердження територій територіальних громад Сумської області», село увійшло до складу Черниччинської сільської громади.
19 липня 2020 року, в результаті адміністративно-територіальної реформи та ліквідації Охтирського району(1923-2020), село увійшло до складу новоутвореного Охтирського району.

## Економіка
Біля села велике поле нафтових свердловин.